# Ferron (Utah)
Ferron és una població dels Estats Units a l'estat de Utah. Segons el cens del 2000 tenia 1.623 habitants.

## Demografia
Segons el cens del 2000, Ferron tenia 1.623 habitants, 512 habitatges, i 415 famílies. La densitat de població era de 281 habitants per km².
Dels 512 habitatges en un 47,3% hi vivien nens de menys de 18 anys, en un 70,1% hi vivien parelles casades, en un 7,6% dones solteres, i en un 18,9% no eren unitats familiars. En el 17,8% dels habitatges hi vivien persones soles el 7,6% de les quals corresponia a persones de 65 anys o més que vivien soles. El nombre mitjà de persones vivint en cada habitatge era de 3,06 i el nombre mitjà de persones que vivien en cada família era de 3,5.
Per edats la població es repartia de la següent manera: un 35,6% tenia menys de 18 anys, un 7,6% entre 18 i 24, un 22,7% entre 25 i 44, un 22,2% de 45 a 60 i un 11,9% 65 anys o més.
L'edat mediana era de 33 anys. Per cada 100 dones de 18 o més anys hi havia 91,7 homes.
La renda mediana per habitatge era de 38.625 $ i la renda mediana per família de 44.688 $. Els homes tenien una renda mediana de 42.400 $ mentre que les dones 21.458 $. La renda per capita de la població era de 15.034 $. Entorn del 8,9% de les famílies i el 13,1% de la població estaven per davall del llindar de pobresa.

## Poblacions més properes
El següent diagrama mostra les poblacions més properes.